# Trinh-heren
De Trinh-heren zijn een familie die van 1545 tot 1787 de macht hadden in noordelijk Vietnam. Hoewel ze in naam ondergeschikt was aan de keizer van het land had die toen geen werkelijke macht. Hun belangrijkste rivaal was de familie Nguyen in centraal en zuid Vietnam (Annam, Cochin China). De Trinh waren de heren van het noorden, maar kregen voor hun naam de titel "Vuong" (koning) toegekend. Tijdens de Tay Son rebellie werden de Trinhs voorgoed uit Vietnam verdreven.

## Klim naar de macht
Na keizer Le Thanh Tong kwamen enkele zwakke Le-keizers tot in 1527 Mac Dang Dung de Le-dynastie omverwierp. Hij verving de Le-keizer van toen, keizer Le Cung Hoang, door de nieuwe dynastie van de Mac. De nieuwe Mac-keizers werden beschouwd als rebellen. Nguyen Kim kwam tegen ze in opstand vanuit Thanh Hoa en hij noemde Le Duy Ninh de nieuwe keizer Le Trang Tong. In vijf jaar tijd vielen alle gebieden ten zuiden van de Rode Rivier in handen van de gerestaureerde Le-dynastie, maar Thang Long (het huidige Hanoi) konden ze niet terugnemen. Tegelijk breidden de Le hun territorium zuidwaarts uit tot aan de grenzen met het Koninkrijk Champa.
Degene die begon met het groot maken van het huis Trinh was Trinh Kiem. Hij was afkomstig van Vinh Loc (Vĩnh Lộc) in de provincie Thanh Hoa. Volgens de legende was het huishouden van Trinh Kiem zeer arm en ging Kiem geregeld kippen stelen voor zijn moeder. De buren haatten Kiem en op een dag, toen Kiem weg was, gooiden ze zijn moeder in een ravijn. Op haar graf schreef hij:
Phi đế phi bá
Quyền khuynh thiên hạ
Truyền tộ bát đại
Tiêu tường khởi vạ
wat betekent:
Zonder keizer of vorst
Takelt gezag af
Acht levens voortgezet
In het huis rijst rampspoed
Toen Trinh Kiem dan hoorde dat Nguyen Kim in opstand was gekomen voor de Le, besloot Kiem zich bij hen te voegen. Dankzij zijn talent werd hij een vertrouweling van Nguyen Kim en kreeg hij de hand van diens dochter, Ngoc Bao (Ngọc Bảo). In 1539 werd hij benoemd tot hoge generaal en kreeg hij de titel van quận công hertog. Toen Nguyen Kim in 1545 stierf, werd Trinh Kiem de leider van het leger.

## "Voor Le, tegen Mac"

### "Zonder keizer of vorst takelt gezag af"
Trinh Kiem hield nu het gezag aan het zuidelijk hof van de Le, maar om dat te behouden moest hij het hoofd zien te bieden aan de zoons van Nguyen Kim. Hij vergiftigde Nguyen Uong (Nguyễn Uông), de oudste zoon, en de tweede, Nguyen Hoang (Nguyễn Hoàng), vluchtte voor zijn leven naar Thuan Hoa (Thuận Hoá) in het zuiden. Trinh Kiem dacht dat het hem misschien een te slechte naam zou bezorgen de twee broers Nguyen om te brengen, maar Thuan Hoa is verafgelegen. Vanaf dan had Trinh Kiem de macht over de Le-dynastie.
In 1556 stierf keizer Le Trung Tong zonder opvolgers na te laten. Trinh Kiem besliste om het Le-huis te vervangen. Hij aarzelde echter uit schrik voor de publieke opinie en na de gepensioneerde dichter Nguyen Binh Khiem om raad te hebben gevraagd, besloot hij dat de troon zou gaan naar Le Duy Bang (Lê Duy Bang), nakomeling van Le Tru (Lê Trừ), de oudere broer van Le Loi, de stichter van de Le-dynastie. Le Duy Bang werd keizer onder de naam Le Anh Tong. Vanaf dan hadden de Trinh alle macht in handen, hoewel ze in naam ondergeschikt waren aan de keizer.
In 1570 stierf Trinh Kiem en zijn zoons Trinh Coi en Trinh Tung vochten om de macht. De twee broers stelden hun legers tegenover elkaar. Op dat ogenblik kwamen ook de legers van de Mac uit het noorden. Trinh Coi kwam geklemd te zitten tussen twee legers en gaf zich over aan de Mac. Hij kreeg bij hen een belangrijke plaats.
Keizer Le Anh Tong had eigenlijk liever gehad dat Trinh Coi had gewonnen en daardoor kreeg hij ruzie met Trinh Tung. De keizer vluchtte met vier van zijn kinderen. Trinh Tung maakte dan maar van de jongste zoon, Le Duy Dam (Lê Duy Đàm), de nieuwe keizer Le The Tong. Hierna slaagde Trinh Tung erin de vorige keizer gevangen te nemen en te doden. Vanaf dan hadden de Le-keizers niet het minste meer te zeggen. Als de keizer de beslissingen van de Trinh bevocht, werd hij geëxecuteerd en vervangen door een jonge of volgzamere prins.

### Herovering van Thang Long
Vanaf het ogenblik dat Trinh Kiem de macht greep, breidden de Trinh het territorium van het rijk (in naam van de keizer) uit naar het zuiden en bevochten ze de Mac in het noorden. Onder het motto "Phù Lê diệt Mạc" ("Voor Le, tegen Mac") werd hun prestige steeds groter.
In de jaren 1545 tot 1580 waren er twee reeksen oorlogen. De macht van de Trinh groeide en ze veroverden heel wat gebieden. De Mac stonden toen ook heel sterk, onder het leiderschap van Mac Kinh Dien. De twee partijen vochten heel wat tegen elkaar met wisselend succes.
Ondertussen had Nguyen Hoang zijn eigen territorium ook uitgebreid. De Trinh-heer was bezig in het noorden en kon niets anders dan dit toe te laten. In 1572 slaagde Hoang erin de generaal van de Mac met een list te verslaan en zo verloren de Mac al hun macht in het zuiden.
Na de dood van Mac Kinh Dien in 1580 begon de macht van de Mac af te takelen. Het leger van de Le en de Trinh begon de overhand te krijgen. Trinh Tung leidde zijn legers naar het noorden tot heel dicht bij Thang Long (het huidige Hanoi). In 1592 leidde de nieuwe Mac-heer zijn vloot naar Thang Long. Er was een veldslag waarin Trinh Tung niets van zijn leger achterhield en het Mac-leger werd zwaar toegetakeld. Beide legers trokken zich terug. De heer van de Mac vergreep zich dan aan de vrouw van een van zijn generaals, die dan overliep naar Trinh Tung.
In november 1592 viel Trinh Tung Thang Long weer aan. De Mac werden achteruitgedreven en de heer Mac Mau Hop (Mạc Mậu Hợp) besliste de troon te laten aan zijn zoon en zichzelf enkel nog met de oorlog bezig te houden. Na enkele zware gevechten in november en december leden de Mac grote verliezen. Uiteindelijk werd Mac Mau Hop werd gevangengenomen en gedood.
Na nog enkele veldtochten tegen de laatste krachten van de Mac kon Trinh Tung keizer Le The Tong in 1593 uitnodigen om terug te keren naar Thang Long.

### Uitroeiing van de Mac
Hoewel de leiders van de Mac-dynastie waren uitgeschakeld, was hun macht nog niet helemaal verdwenen. Heel wat gebieden werden nog tot in 1623 geregeerd door Macs. De Chinese Ming-dynastie had graag gezien dat Vietnam verdeeld bleef onder verschillende dynastieën en zij zorgden ervoor dat de Mac enkele territoria in Cao Bang behielden.
In 1644 kwam de Ming-dynastie ten val. In het zuiden van China bleven er echter nog enkele resten van over – de zogenaamde Zuidelijke Ming-dynastie. Deze steunde de Mac verder. Toen in 1662 de Ming-dynastie volledig had plaatsgemaakt voor de Qing, maakten de Trinh serieus werk van de vernietiging van de Mac. In 1677 zond de heer Trinh Tac zijn troepen om definitief met de Mac af te rekenen.

### Trinh-Nguyen-conflict
Nadat Nguyen Hoang zich in het zuiden had gevestigd, vormde hij daar een onafhankelijke macht. Hoewel de Nguyen-heren nog geregeld met de Trinh samenwerkten in hun strijd tegen de Mac, en dat de Nguyen in naam nog steeds vazallen waren van de Le-keizer, regeerden de Nguyen niettemin onafhankelijk over hun eigen landen ten zuiden van het rijk. Ze gingen verscheidene malen zelfs zo ver het rijk zelf aan te vallen. Nadat de Mac waren verslagen, begon de onafhankelijkheid van de Nguyen de Trinh dwars te zitten.
De spanningen kwamen tot een hoogtepunt in 1627, toen tussen de twee partijen oorlog uitbrak. De Trinh bezaten toen een veel groter territorium met een grotere bevolking, maar de Nguyen hadden ook heel wat voordelen. Ten eerste was hun doel niet van het noorden te veroveren, maar volstond het voor hen zich te verdedigen. En ten tweede haalden ze ook heel wat voordeel uit contact met Europeanen, vooral dan met Portugezen, van wie ze moderne vuurwapens konden kopen. En ten derde was het bergachtige territorium van de Nguyen zeer geschikt voor hen als ze hun legers in stelling moesten brengen.
De Nguyen bouwden grensposten van aan de zee tot aan de heuvels in het noorden nabij Phú Xuân (nabij het huidige Hué). Ze konden deze verdedigen tegen herhaaldelijke aanvallen van de Trinh. Van 1627 tot 1672 troffen de twee partijen elkaar zeven keer.
In 1672 staakten beide partijen hun strijd. De heren Trinh Tac en Nguyen Phuc Tan lieten de grens tussen hun landen lopen door de Gianh-rivier (sông Gianh).

## Neerslaan van de volksopstanden
Van Trinh Kiem tot Trinh Cuong waren de heren allen bekwaam heersers. Na de oorlog tussen Trinh en Nguyen werd het Noorden weer rustig en vredevol. In tegenstelling tot de Nguyen, die de strijd aangingen met het Khmer-rijk en met Siam, namen de Trinh er genoegen mee in vrede te leven met hun buren.
In 1729 kwam Trinh Giang op de troon. Hij zette onmiddellijk keizer Le Duy Phuong af en verplaatste die door zijn broer Le Thuan Tong en hij verhoogde de belastingen. Hierdoor kwam het volk in opstand en zo begon de Volksopstand van het Noorden (khởi nghĩa nông dân Đàng Ngoài).
In 1737 begon de monnik Nguyen Duong Hung (Nguyễn Dương Hưng) een opstand. In 1739 begonnen de nakomelingen van de Mac (die van familienaam waren veranderd) samen met Vu Trac Oanh (Vũ Trác Oánh) een opstand in Hai Duong. Prins Le Duy Mat poogde ook een coup te plegen om de Trinh uit hun positie te ontzetten. Dan waren er nog rebellieën in enkele districten. Uiteindelijk stond heel het Noorden in lichterlaaie.
De heer Trinh Giang slaagde er niet in de moeilijkheden te overkomen, aangezien hij zwaar ziek aan zijn bed was gekluisterd. De familie Trinh besliste dan in 1740 hem opzij te zetten en een jongere broer, Trinh Doanh, op de familietroon te plaatsen. Trinh Doanh was een bedreven politicus en hij voerde een pacificatieoorlog die langzaamaan de situatie in het Noorden weer stabiliseerde. Tot aan zijn dood in 1767 werden alle opstanden op enkele na in de kiem gesmoord. Daarna besteeg zijn zoon Trinh Sam de troon en hij maakte er in 1769 een definitief einde aan.

## Eind van Le en Trinh

### De Tay Son-opstand
De vrede in het Noorden eindigde met de Tay Son-opstand in het zuiden. Deze volksopstand bood aan Trinh Sam de kans om af te rekenen met de Nguyen. In 1774 stuurde hij zijn leger om Phu Xuan (Hué) in te nemen. De Trinh-legers rukten verder op naar het zuiden terwijl de Tay Son ginder steeds meer landen veroverden. De Nguyen-heer hield Gia Dinh (Ho Chi Minhstad) tot het einde, toen de stad in 1777 viel en de lijn van de Nguyen bijna volledig aan zijn eind kwam. De landen van de Le-Trinh-regering reikten nu verder zuidelijk dan ooit.

### "Acht levens voortgezet, in het huis rijst rampspoed"
Van Trinh Kiem tot Trinh Sam hadden al acht heren geregeerd. In 1782 stierf heer Sam. Tijdens zijn leven al hadden zijn oudste zoon Trinh Tong (Trịnh Tông) en de tweede oudste Trinh Can geruzied om de opvolging. Eerst was het Can die het haalde, maar zijn broer pleegde een staatsgreep en dood Can. Tong werd dan heer onder de naam Trinh Khai. Onder hem heerste er heel wat chaos aan het hof en op het leger kon hij amper nog rekenen.

### Vlucht van keizer en heer
De Tay Son namen er geen genoegen mee ondergeschikt te zijn aan de Trinh-heren. Na enkele jaren verzamelden ze al hun krachten en in 1786 rukten ze met een enorme leger op naar het noorden. Het Trinh-leger werd verslagen door de Tay Son en Trinh Khai vluchtte naar het noorden, waar hij omkwam.
De Tay Son trokken zich terug en een oom van Khai, Trinh Bong, besteeg de troon. De nieuwe keizer, Le Chieu Thong, wilde de Le-dynastie weer meer macht geven en hij riep de hulp in van generaal Nguyen Huu Chinh (Nguyễn Hữu Chỉnh). Deze versloeg de legers van de Trinh en Trinh Bong vluchtte en verdween.
Nguyen Huu Chinh maakte echter misbruik van nieuwe macht. Hij werd vermoord door de Tay Son, die de keizer het land uit zetten. Keizer Le Chieu Thong vluchtte naar China om er de hulp van de Qing-keizer in te roepen. Keizer Qianlong stuurde een leger naar Vietnam om de Le-keizer weer aan de troon te helpen. Deze troepen veroverden Thang Long (Hanoi) in 1788, maar de Tay Son kwamen aan het begin van het jaar erna terug en ze versloegen het Qing-leger, dat zich terugtrok. De Qing-keizer erkende dan de macht van de Tay Son. Keizer Le Chieu Thong ging in ballingschap in China, waar hij uiteindelijk stierf.

## Verwezenlijkingen
De Trinh-heren vermeden enkele hofproblemen doordat ze in de jongere generaties steeds de betere kozen, en niet zozeer afgingen op rang en ouderdom. Er wordt gezegd dat het tweede kind een beter regeerder zou zijn. Net zoals de Nguyen-heren en de Nguyen-dynastie daarna hadden de Trinh af te rekenen met enkele volksopstanden en met het feit dat het tekort aan landbouwgrond een probleem voor het hof begon te worden.
De Trinh zorgden er ook steeds voor dat ze goede banden hadden met China en ze hielde ook de Confucianistische waarden hoger in het vaandel dan de Nguyen deden. De Europeanen hadden het ook moeilijker om met de Trinh handel te drijven. Zowel de Nederlanders in 1637 als de Engelsen in 1673 richten handelscentra op in Thang Long, maar die hadden weinig succes.
In de jaren erna, toen de Nguyen keizer waren over heel Vietnam, werden de Trinh zeer slecht geapprecieerd. Zelfs geschiedkundigen van die tijd schreven er weinig positiefs over. Niettemin was het land onder hun bewind zo'n twee eeuwen stabiel en rustig geweest.